# Юргенс, Курд
Курд Ю́ргенс (нем. Curd Jürgens), полное имя Курд Густав Андреас Готлиб Франц Юргенс (нем. Curd Gustav Andreas Gottlieb Franz Jürgens; 13 декабря 1915, Мюнхен — 18 июня 1982, Вена) — австрийский актёр немецко-французского происхождения.

## Биография
Курд Юргенс начинал репортёром. С 1935 года снимался в кино. Он открыто критиковал национал-социализм, поэтому в 1944 году был признан «политически ненадёжным» и отправлен в рабочий лагерь, из которого ему вскоре удалось бежать.
После войны стал гражданином Австрии. Актёра Юргенса открыл австрийский режиссёр Вилли Форст. После своего дебюта в кино продолжал играть в театре в Берлине и Вене. Известность Юргенсу принесла главная роль в фильме Хельмута Койтнера «Генерал дьявола» (1955), благодаря которой он был признан лучшим актёром на Венецианском кинофестивале в 1955 году. За этим фильмом последовал ряд интересных предложений ролей из Франции и Голливуда.
Был женат пять раз.

## Фильмография
- 1935 — Königswalzer — император Франц Иосиф
- 1942 — Wen die Götter lieben — император Иосиф II
- 1948 — The Mozart Story — император Иосиф II
- 1955 — Генерал дьявола / Des Teufels General — генерал Харри Харрас
- 1955 — Крысы / Die Ratten — Бруно Мехельке
- 1955 — Герои устали / Les héros sont fatigués — Вольф Герке
- 1956 — И Бог создал женщину / Et Dieu… créa la femme — Эрик Карадин
- 1956 — Михаил Строгов / Michel Strogoff — Михаил Строгов
- 1957 — Под нами враг — капитан цур зее фон Штольберг
- 1958 — Постоялый двор шестой степени счастьяThe Inn of the Sixth Happiness — капитан Лин Нан
- 1959 — Голубой ангел / The Blue Angel — профессор Иммануэль Рат
- 1959 — Катя — некоронованная царица / Katia — царь Александр II
- 1960 — Паж Густава Адольфа / Gustav Adolfs Page — король Густав Адольф
- 1960 — Wernher von Braun — Вернер фон Браун
- 1961 — Триумф Михаила Строгова/ Le triomphe de Michel Strogoff — Михаил Строгов
- 1962 — Самый длинный день / The Longest Day — генерал Гюнтер Блюментритт
- 1963 — Замок в Швеции / Chateau En Suede — Уго Фальсен
- 1965 — Венок из маргариток / Das Liebeskarussell — Стефан фон Крамер
- 1966 — Две девушки с красными звёздами — Дэйв О’Коннор
- 1966 — Der Kongreß amüsiert sich — царь Александр I
- 1967 — Агенты А.Н.К.Л.[англ.] — Карл фон Кессер
- 1968 — Le fil rouge — Зигмунд Фрейд
- 1969 — Битва на Неретве / Битка на Неретви — генерал Лоринг
- 1969 — Битва за Британию — барон фон Рихтер
- 1970 — Вальс Мефистофеля / The Mephisto Waltz — Дункан Эли
- 1971 — Николай и Александра — германский консул
- 1972 — На войне как на войне / À la guerre comme à la guerre — русский генерал
- 1973 — Склеп ужаса / The Vault of Horror — Себастьян
- 1974 — Жестокие битвы на мягких постелях / Soft Bed Hard Battles — генерал фон Гротьях
- 1974 — Падение орлов / Fall of Eagles — Бисмарк
- 1975 — Деррик — Пауль Бубах
- 1977 — Шпион, который меня любил / The Spy Who Loved Me — Карл Стромберг
- 1978 — Прекрасный жиголо, бедный жиголо / Schöner Gigolo, armer Gigolo — князь
- 1980 — Тегеран-43 / Teheran-43 — адвокат Легрен
- 1982 — Люди Смайли — генерал